# 766 Moguntia
766 Moguntia је астероид главног астероидног појаса са пречником од приближно 31,28 .
Афел астероида је на удаљености од 3,304 астрономских јединица (АЈ) од Сунца, а перихел на 2,740 АЈ.
Ексцентрицитет орбите износи 0,093, инклинација (нагиб) орбите у односу на раван еклиптике 10,077 степени, а орбитални период износи 1919,078 дана (5,254 година).
Апсолутна магнитуда астероида је 10,15 а геометријски албедо 0,157.
Астероид је откривен 29. септембра 1913. године.